# Contea di Tualauta
La contea di Tualauta, in inglese Tualauta county, è una delle quattordici suddivisioni amministrative di secondo livello, delle Samoa Americane. L'ente fa parte del Distretto occidentale ed ha una superficie di 25,79 km² e 22.025 abitanti.

## Geografia fisica
Tualauta comprende una zona sud-occidentale dell'isola Tutuila tra la  baia di Larsen, la laguna di Pala, la  baia di Sita e il gruppo montuoso Tuaslvitasl Ridge.

### Baie e fiumi
Il distretto comprende le seguenti baie e fiumi: 
| Baie                            | Fiumi            |
| ------------------------------- | ---------------- |
| - Baia di Larsen - Baia di Sita | - Taumatu Stream |

### Riserve naturali
- Fogama'a Crater National Natural Landmark

### Contee confinanti
- Contea di Ituau (Distretto orientale) - est
- Contea di Leasina (Distretto occidentale) - nord-ovest
- Contea di Tualatai (Distretto occidentale) - sud-ovest

### Principali strade
- American Samoa Highway 001, principale collegamento stradale dell'isola Tutuila. Collega Leone a Faga'itua.

## Villaggi
la contea comprende 8 villaggi:
- Faleniu
- 'Ili'ili
- Malaeimi
- Mapusagafou
- Mesepa
- Pava'ia'i
- Tafuna
- Vaitogi